# Giuseppe Bofondi
Giuseppe Bofondi (ur. 24 października 1795 w Forlì, zm. 2 grudnia 1867 w Rzymie) – włoski kardynał.

## Życiorys
Był synem Antonia Bofondi i markizy Romagnoli. Początkowo pobierał nauki w domu, a następnie studiował w Rawennie i na Uniwersytecie Bolońskim, gdzie w 1817 uzyskał doktorat utroque iure. Po przyjęciu święceń kapłańskich został audytorem Roty Rzymskiej w 1822, a 24 stycznia 1842 jej dziekanem.
21 grudnia 1846 został kreowany kardynałem in pectore. Jego nominacja została ogłoszona 11 czerwca 1847 i nadano mu diakonię San Cesareo in Palatio. W następnych dwóch latach był legatem w Ferrarze i Rawennie. Od 1 lutego do 10 marca 1848 pełnił rolę sekretarza stanu, natomiast od 11 lipca 1850 do śmierci był prefektem Kongregacji ds. Spisu Ludności.